# Novibipalium falsifuscatum
Novibipalium falsifuscatum és una espècie de planària terrestre de la subfamília dels bipalins que habita al Japó.

## Descripció
L'aparença externa i la mida del cos és molt similar a la de Bipalium fuscatum. La coloració de la superfície dorsal és negre uniforme. El cap té forma de mitja lluna i les aurícules estan ben desenvolupades.